# K.d.ラング
k.d.ラング（ケイ・ディー・ラング、k.d. lang OC, 出生名：キャスリン・ドーン・ラング／Kathryn Dawn Lang, 1961年11月2日 - ）は、カナダ出身のシンガーソングライター。カントリーに影響を受けたポップが特徴で、グラミー賞、MTV ビデオ・ミュージック・アワード、アメリカン・ミュージック・アワードなどの音楽賞を受賞している。
名前は「K.D. Lang」と書かれることもあるが、本人はすべて小文字の表記を一貫して使っており、法的に改名もしている。これは詩人e・e・カミングスの影響である。

## 経歴
薬理学者の父と教師だった母のもと、4人兄弟（兄と2人の姉）の末っ子としてアルバータ州エドモントンで誕生。生後9か月で、家族とともに同州のコンソートに移り、以後この町で育った。7歳からピアノを習い始め、10歳からギターを弾くようになった。大学時代にカントリーに魅かれ、やがてパッツィー・クラインに熱中し、音楽の道を志すようになった。
1983年にクラインのカヴァー・バンド「ザ・リクラインズ」(The Reclines) を結成、2枚のアルバムを発表しカナダ国内で注目を集めた。カントリー・ウエスタン中心のライヴを行ない、数枚の音源を発表。1985年、カナダのグラミー賞にあたるジュノー賞の最優秀新人女性ヴォーカリスト賞を受賞し、翌1986年にカントリーの本場、アメリカ・テネシー州ナッシュビルのレコードプロデューサーと契約。1987年に発表したアルバム『エンジェル・ウィズ・ア・ラリアット』で高い評価を受け、ロイ・オービソンとデュエットした「Crying」ではグラミー賞の最優秀カントリー・ヴォーカル・コラボレーション賞で受賞した。1988年にはアルバム『シャドウランド』を発表するかたわら、地元カナダで開催されたカルガリーオリンピックの閉会式で自曲「ターン・ミー・ラウンド」("Turn Me Round") を歌唱。またテレビ番組への出演も多かった。
1989年、アルバム『アブソルート・トーチ・アンド・トワング』でグラミー賞の最優秀女性カントリー・ヴォーカル賞を受賞。このアルバムからのシングル「愛いっぱいのフルムーン」("Full Moon of Love") はカナダのカントリーチャート第1位になったほか、アメリカでもヒットした。さらに1992年のアルバム『アンジャニュウ』ではそれまでのカントリーから一転してアダルト・コンテンポラリー寄りのポップスを披露、収録曲「コンスタント・クレヴィング」("Constant Craving") が高い評価を受けるとともに大ヒットを記録し、グラミー賞の最優秀女性ポップ・ヴォーカル賞を受賞した。翌1993年には、ガス・ヴァン・サント監督の映画『カウガール・ブルース』のサウンドトラックを手がけている。1997年公開のジェームス・ボンドシリーズ作品『007 トゥモロー・ネバー・ダイ』では、エンディングテーマ「サレンダー」("Surrender") を歌った。
1996年、長年の音楽への貢献が認められカナダ勲章を受けた。
2003年、4度目となるグラミー賞を受賞。この時は最優秀トラディショナル・ポップ・ヴォーカル・アルバム賞で、トニー・ベネットとのコラボレーションアルバム『この素晴らしき世界』による受賞であった。同年、レナード・コーエンやジョニ・ミッチェル、ニール・ヤングらカナダの先輩シンガーソングライターたちの楽曲をカヴァーしたトリビュート・アルバム『ヒムズ・オブ・ザ・フォーティーナインス・パラレル』を発表した。
2010年2月12日、バンクーバーオリンピック開会式に登場し、レナード・コーエンの曲「ハレルヤ」を歌唱した。2013年にはカナダ音楽の殿堂 (Canadian Music Hall of Fame) 入りした。
2019年になり、BBCラジオのインタビューで、今の自分はセミリタイア状態と考えていると語り、今後はもはや新たな作品を発表しない可能性を示唆した。

### 俳優活動
ラングは1991年の映画『サーモンベリーズ』で主演を務めたほか、1999年の『氷の接吻』ではユアン・マクレガー、アシュレイ・ジャッドと共演している。また、2006年の『ブラック・ダリア』ではノンクレジットながら歌手役で登場する。その他、シットコム『ダーマ&グレッグ』や『Ellen』、『ママと恋に落ちるまで』などのTVシリーズでゲスト出演がある。
2014年には、ブロードウェイのミュージカル『After Midnight』に「Special Guest Star」としておよそ1か月間出演し、ブロードウェイデビューを果たした。

## 音楽的影響
ラングは若い頃に愛聴していたジョニ・ミッチェルやリッキー・リー・ジョーンズ、ケイト・ブッシュ、エミルー・ハリス、リンダ・ロンシュタットといった女性アーティストに影響を受けている。1980年代にはカントリーを追求していたが、後年になって、短い間取りつかれていただけだと振り返り、パッツィー・クラインやロレッタ・リンなどの「人間の直接的な感情」を綴った曲への憧れはありつつも、カントリーというジャンルに見られる政治的な影響がだんだん不快になっていったと語っている。

## 私生活
ラングは、1992年にLGBT雑誌『アドボケート』上で同性愛者であることをカミングアウトした。1990年代初頭、ラングが『ヴァニティ・フェア』誌の表紙を飾ったことがあったが、その写真はラングが理髪店の椅子に座り、モデルのシンディ・クロフォードがラングの顔に剃刀を当ててヒゲを剃るポーズを取っているというものであった。この号ではラングについての記事が掲載され、カミングアウトによってカントリーミュージック界から追放されるのではないかという不安を彼女が抱いていたことが述べられている。しかし、カミングアウトはラングのキャリアに影響を及ぼさず、逆にカミングアウトしたことが評価された。その後のインタビューでは「（カミングアウトして）今はすごく良い気分。完全に解放された気分」と語った。
2003年に知り合った女性と2009年11月から同棲していたが、2011年9月に関係を解消した。
宗教はチベット仏教徒である。

## 社会活動
ゲイの権利やエイズ問題などに積極的に関わっており、エイズの研究・患者救済のため1990年に発表されたオムニバスアルバム『Red Hot + Blue』に、コール・ポーターの「So In Love」のカヴァーで参加した。2007年には、アフリカにおける胎児へのHIV感染の問題提起を目的としたチャリティ盤『Sing』をアニー・レノックスと制作し、同年12月1日の世界エイズデーにリリースした。
また、菜食主義者でもあり、ラングが参加したPETAの肉食反対キャンペーン「Meat Stinks」は大きな波紋を呼んだ。とりわけ、畜産が盛んなラングの故郷アルバータ州では強い批判があり、当時のアルバータ州農業大臣が「州を挙げて応援してきたラングが動物愛護側についたことは、裏切られたような気分で極めて遺憾だ」と発言したり、同州の30以上のラジオ局がラングの曲を放送禁止にしたりする事態となった。

## ディスコグラフィ

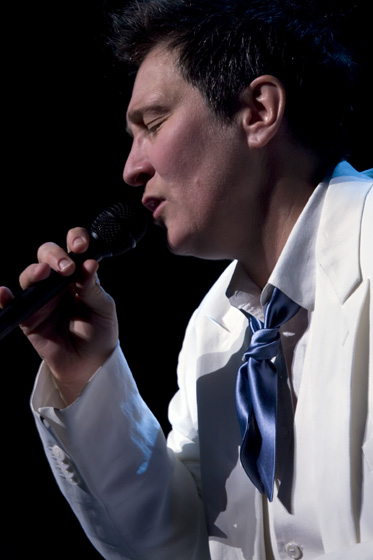
メルボルンでのコンサートにて（2008年4月）

### スタジオ・アルバム
- Shadowland シャドウランド（1988年）
- Ingénue アンジャニュウ（1992年）
- All You Can Eat ワールド・オブ・ラヴ（1995年）
- Drag ドラッグ（1997年）
- Invincible Summer インビンシブル・サマー（2000年）
- Hymns of the 49th Parallel ヒムズ・オブ・ザ・フォーティーナインス・パラレル（2004年）
- Watershed（2008年）

### コラボレーション・アルバム
- A Truly Western Experience（1984年）※k.d. lang and the Reclines名義
- Angel with a Lariat エンジェル・ウィズ・ア・ラリアット（1987年）※k.d. lang and the Reclines名義
- Absolute Torch and Twang アブソルート・トーチ・アンド・トワング（1989年）※k.d. lang and the Reclines名義
- A Wonderful World この素晴らしき世界（2002年）※トニー・ベネットとのデュエット
- Sing It Loud（2011年）※k.d. lang and the Siss Boom Bang名義
- case/lang/veirs（2016年）※ニーコ・ケースおよびローラ・ヴェイアーズとのユニット

### ライブ・アルバム
- Live in Sydney ライヴ・イン・シドニー（1997年）
- Live by Request ライヴ・バイ・リクエスト（2001年）

### サウンドトラック・アルバム
- Even Cowgirls Get the Blues カウガール・ブルース（1993年）※映画『カウガール・ブルース』サウンドトラック

### コンピレーション・アルバム
- Reintarnation（2006年）※初期楽曲のコンピレーション
- Recollection（2010年）※ベスト・アルバム。2CD デラックス版、3CD+DVD（『ハーベスト・オブ・セブン・イヤーズ』以降のMV収録）もある。
- Beautifully Combined: The Best of k.d. lang（2010年）※スターバックスによるベスト・アルバム
- Makeover（2021年）※リミックス・アルバム

### 映像作品
- Harvest of Seven Years ハーベスト・オブ・セブン・イヤーズ（1991年）
- Live in Sydney ライヴ・イン・シドニー（1997年）
- Live by Request ライヴ・バイ・リクエスト（2001年）
- Live With BBC Orchestra（2009年）
- Ingénue Redux (Live From Majestic Theatre)（2018年）

## 受賞
グラミー賞
- 1989年：最優秀女性カントリー・ヴォーカル・コラボレーション賞（『Crying』ロイ・オービソンと共同受賞）
- 1990年：最優秀女性カントリー・ヴォーカル・パフォーマンス賞（『アブソルート・トーチ・アンド・トワング』）
- 1993年：最優秀女性ポップ・ヴォーカル・パフォーマンス賞（『コンスタント・クレヴィング』）
- 2004年：最優秀トラディショナル・ポップ・ヴォーカル・アルバム賞（『この素晴らしき世界』トニー・ベネットと共同受賞）

ジュノー賞
- 1985年：Most Promising Female Vocalist of the Year
- 1989年：Country Female Vocalist of the Year
- 1990年：Country Female Vocalist of the Year
- 1993年：Best Album（『アンジャニュウ』）

ブリット・アワード
- 1995年：International Female Solo Artist

GLAADメディア・アワード
- 2001年：Outstanding Music Album（『インビンシブル・サマー』）
- 2003年：Outstanding Music Album（『この素晴らしき世界』）
- 2009年：Watershed Outstanding Music Artist